# 다케치 즈이잔

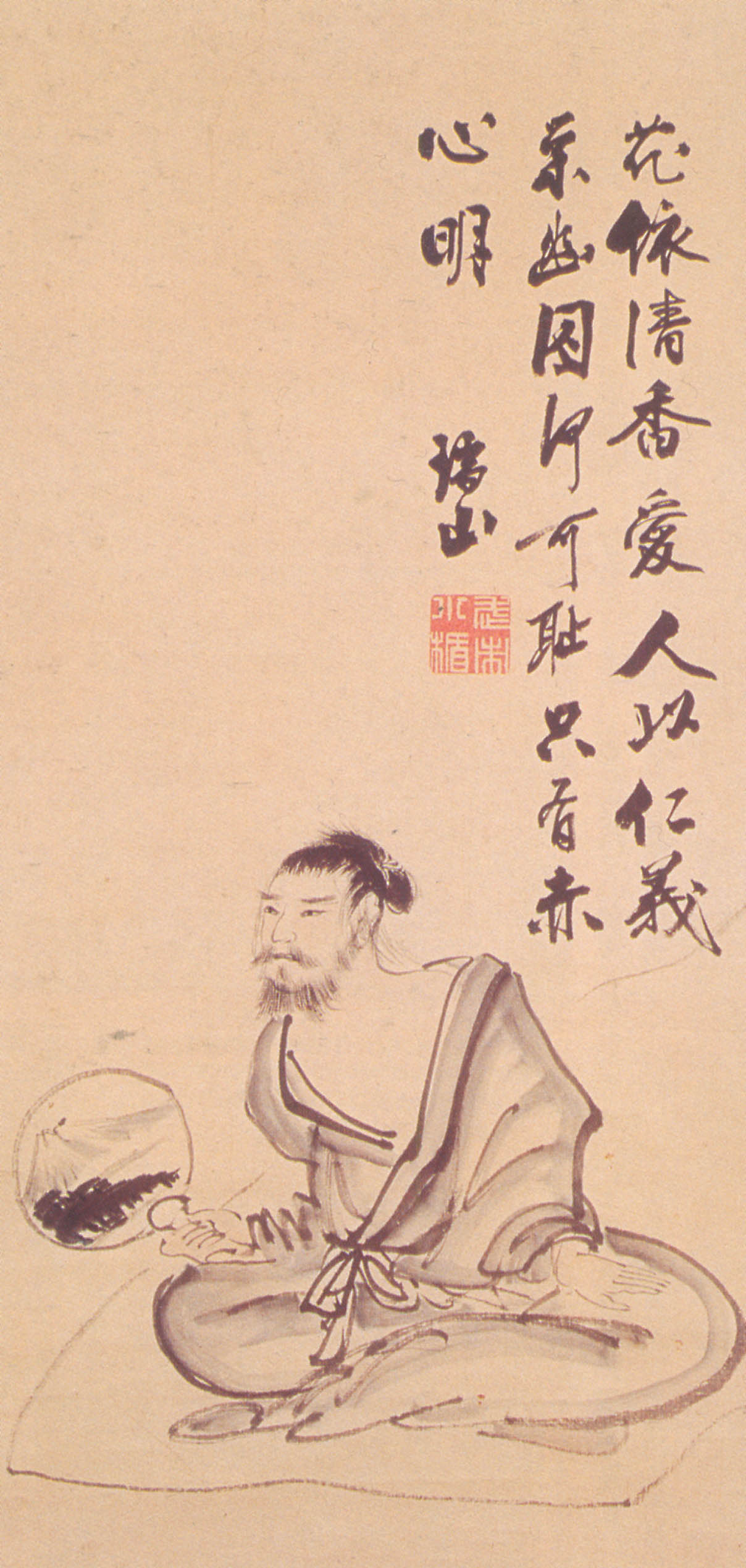
다케치 즈이잔

다케치 즈이잔(일본어: 武市 瑞山, 1829년 10월 24일 ~ 1865년 7월 3일)은 막말에 활약한 무사로 도사 근왕당의 수장이었다. 즈이잔은 법호이며 통칭은 한페이타(半平太)로 다케치 한페이타로 불리는 경우가 많다. 아명은 시카에(鹿衛), 본명은 고타테(小楯)이다. 가명을 쓸 때는 아나기카와 사몬(柳川左門)을 사용했으며, 이때 후키잔(吹山)을 아호로 삼았다.
아버지는 도사번 하급무사 다케치 마사쓰네, 어머니는 오이 씨(大井氏)이다. 부인은 시마무라 도미코이며 자녀는 없다. 시마무라 씨 또한 도사 번의 하급무사 가문이다. 즈이잔은 사카모토 료마와는 먼 친척뻘이다.
1863년 9월 21일 '경사의 사태에 따라(京師の沙汰により)'라는 죄목으로 성하의 오비야정 남회소에 투옥되었다. 1865년 7월 3일 화가 머리 끝까지 뻗친 야마우치 요도에 의해 '주군께 대한 불경행위'를 죄목으로 할복 명령이 떨어졌다. 한페이타는 몸을 깨끗이 하고 정장하여 같은 날 20시경 남회소 큰마당에서 지금까지 그 누구도 해내지 못할 것이라고까지 이야기되던 '삼문자할복의 법'을 사용하여 법식대로 배를 세 번 가른 후 앞으로 쓰러졌으며 양편의 가이샤쿠닌에 의해 심장을 꿰뚫려 절명했다. 향년 37세(만으로는 35세). 
사세구는 
다시는 돌아오지 않을 세월을 무상타 하여도 지금에 와서는 아쉬움 없는 몸이 되었도다
(ふたゝびと 返らぬ歳を はかなくも 今は惜しまぬ 身となりにけり)
사후 1891년 메이지 정부로부터 증위되어 정4위에 위계되었다.
그의 생가와 묘소는 국가 사적으로 지정되어 있으며, 고치시에 있다.

## 다케치 즈이잔을 연기한 배우들

### TV 드라마
- 《료마에게 맡겨!》(1996년) ... 이케다 나루시
- 《료마가 간다》(1997년) ... 시나 깃페이
- 《료마가 간다》(2004년) ... 사와무라 잇키
- 《신센구미!》(2004년) ... 데이빗 이토
- 《료마전》(2010년) ... 오오모리 나오
- 《사무라이 선생님》(2015년) ... 니시키도 료